# Colobometra
Genre
Colobometra est un genre de crinoïdes de la famille des Colobometridae.

## Caractéristiques
Les segments des cirrhes, au nombre de 35 à 65, présentent une ligne (généralement paire) de tubercules dorsaux, et les bords distaux des segments proximaux apparaissent épineux. Les tubercules des segments distaux sont fusionnés en une épine bien visible sur l'avant-dernier segment.
La deuxième pinnule proximale est au moins aussi longue que la première. 
La longueur des bras va jusqu'à 17 cm.

## Liste des espèces
Selon World Register of Marine Species (26 mars 2015) :
- Colobometra arabica AH Clark, 1937 -- Mer Rouge
- Colobometra discolor AH Clark, 1909 -- Philippines, Indonésie et Sri Lanka
- Colobometra perspinosa (Carpenter, 1881) -- Pacifique ouest
- Colobometra suavis (AH Clark, 1908) -- Philippines